# HIHOはくさい映画賞
HIHOはくさい映画賞（ひほうはくさいえいがしょう）は、映画雑誌『映画秘宝』で発表されていた、その年度において最低の日本映画、監督、脚本家、俳優などを決定する賞であった。2010年からは邦画だけでなく洋画を含めた、「映画秘宝ベスト10」投票者によるワースト映画ランキングHIHOはくさいアワードとなった。2020年5月号に映画秘宝が休刊になったことを受け、2019年度をもって選考は休止している。

## 概要
「はくさい映画賞」は、『映画秘宝』に毎月連載されていた「日本映画縛り首」の担当者3名「バッド・ムービー・アミーゴス」（江戸木純、柳下毅一郎、クマちゃん）により決定されていた。名称は「映画秘宝」元編集長の田野辺尚人が命名。「日本映画縛り首」の『スキヤキ・ウエスタン ジャンゴ』の回で、クマちゃんが「スキヤキに白菜は入れねーだろ」と発言したところ、映画秘宝の関係者や読者の間で「スキヤキに白菜を入れる入れない」論争が起こったことに由来する。2007年度に第1回が開始され、『映画秘宝』2008年3月号に結果が発表された。
そもそも母体となっていた「日本映画縛り首」において、制作会社、映画監督、脚本家、出演俳優たちに対する激しい批判が行われており、極めて私的な基準による選考がなされていた。このような批評スタイルには賛否両論があり、大高宏雄は名指しこそしないが、「あら探し的に映画産業をエキセントリックに批判することだけは避けたい。それはあまりにも真っ当過ぎるからだ」と、自著『日本映画のヒット力』（ダイヤモンド社）や『キネマ旬報』の連載記事で記している。

## 批評の主な例
- 「100万人は殺しているヒーローが復讐否定を唱えるのはおかしい」[誰によって?] - 『GOEMON』（2009年）について。
- 「パンク・ロックに対する愛情がない」[誰によって?] - 『少年メリケンサック』（2009年）について。
- 「『超能力を人のために』とか偽善」[誰によって?] - 『KIDS』（2008年）、他について。
- 「安易に時代劇を無国籍風にするべきではない」[誰によって?] - 『スキヤキ・ウエスタン ジャンゴ』（2007年）、他について。
- 「企画段階でボツになる脚本は大抵サバゲーと編集部が出てくる」[誰によって?] - 『伝染歌』（2007年）について。

## 歴代受賞作品

### 第1回（2007年度）
- 作品賞 - どろろ
- 最低監督賞 - 行定勲（『遠くの空に消えた』『クローズド・ノート』）
- 最低主演男優賞 - 田村正和（『ラストラブ』）
- 最低主演女優賞 - 竹内結子（『ミッドナイト イーグル』『クローズド・ノート』）
- 最低助演男優賞 - 石黒賢（『未来予想図 〜ア・イ・シ・テ・ルのサイン〜』『ミッドナイト イーグル』）
- 最低助演女優賞 - もたいまさこ（『めがね』）
- 最低脚本賞 - NAKA雅MURA（『どろろ』『スキヤキ・ウエスタン ジャンゴ』）
- 生涯功労賞 - 角川春樹（『蒼き狼 〜地果て海尽きるまで〜』『椿三十郎』）

### 第2回（2008年度）
- 最低作品賞 - 少林少女
- 最低監督賞 - 樋口真嗣（『隠し砦の三悪人 THE LAST PRINCESS』）
- 最低主演男優賞 - 大沢たかお（『築地魚河岸三代目』『ICHI』）
- 最低主演女優賞 - 田中麗奈（『銀色のシーズン』『築地魚河岸三代目』『山桜』「犬と私の10の約束』）
- 最低助演男優賞 - 南原清隆（『L change the worLd』）
- 最低助演女優賞 - 香椎由宇（『252 生存者あり』）
- 生涯功労賞 - 吉永小百合（『母べえ』『まぼろしの邪馬台国』他長年の功績により）
- 最低脚本賞 - 浅野妙子（『ICHI』）
- 最低主題歌賞 - KREVA（『隠し砦の三悪人 THE LAST PRINCESS』）
- 特別賞 - ワーナー・ブラザース映画（『L change the WorLd』『Sweet Rain』『スシ王子』『スカイクロラ』『ICHI』『252 生存者あり』の配給）

### 第3回（2009年度）
- 最低作品賞 - スノープリンス 禁じられた恋のメロディ
- 最低監督賞 - 崔洋一（『カムイ外伝』）
- 最低主演男優賞 - 織田裕二（『アマルフィ 女神の報酬』）
- 最低主演女優賞 - 長澤まさみ（『群青 愛が沈んだ海の色」「曲がれ!スプーン』）
- 最低助演男優賞 - ゲイリー・オールドマン（『レイン・フォール/雨の牙』）
- 最低助演女優賞 - マイコ（『山形スクリーム』『ブラック会社に勤めてるんだが、もう俺は限界かもしれない』『スノープリンス 禁じられた恋のメロディ』）
- 最低脚本賞 - 受賞者なし（受賞作『アマルフィ 女神の報酬』の脚本家が無記名のため）
- 最低作曲賞 - 羽毛田丈史（『ROOKIES -卒業-』）
- 最低特殊効果賞 - 浅野秀二（IMAGICA）（『カムイ外伝』）
- 最低新人賞 - ステファニー（『プライド』）
- 特別功労賞 - 亀山千広（『アマルフィ 女神の報酬』『サイドウェイズ』『曲がれ!スプーン』『TOKYO JOE マフィアを売った男』）

### HIHOはくさいアワード（2010年度）
- 1位：SPACE BATTLESHIP ヤマト
- 2位：アリス・イン・ワンダーランド
- 3位：座頭市 THE LAST
- 4位：パラノーマル・アクティビティ
- 5位：エアベンダー
- 6位：踊る大捜査線 THE MOVIE3 ヤツらを解放せよ!
- 7位：BECK、プレデターズ
- 9位：ラブリーボーン
- 10位：エルム街の悪夢

### HIHOはくさいアワード（2011年度）
- 1位：SUPER8/スーパーエイト
- 2位：エンジェルウォーズ
- 3位：世界侵略：ロサンゼルス決戦
- 4位：ワイルド7
- 5位：モンスターズ/地球外生命体
- 6位：スコット・ピルグリム VS. 邪悪な元カレ軍団
- 7位：カウボーイ＆エイリアン、タンタンの冒険/ユニコーン号の秘密
- 9位：スカイライン -征服-、ツーリスト、ハンナ、わさお、一命

### HIHOはくさいアワード（2012年度）
- 1位：ダークナイト ライジング
- 2位：プロメテウス
- 3位：ヱヴァンゲリヲン新劇場版:Q、ハンガー・ゲーム
- 5位：ボーン・レガシー
- 6位：踊る大捜査線 THE FINAL 新たなる希望
- 7位：映画 ひみつのアッコちゃん、ものすごくうるさくて、ありえないほど近い、ヘルタースケルター
- 10位：アメイジング・スパイダーマン

### HIHOはくさいアワード（2013年度）
- 1位：ワールド・ウォーZ
- 2位：マン・オブ・スティール
- 3位：ダイ・ハード/ラスト・デイ
- 4位：R100
- 5位：キャリー
- 6位：ガッチャマン
- 7位：死霊のはらわた
- 8位：47RONIN
- 9位：人類資金
- 10位：永遠の0、グランド・マスター、スプリング・ブレイカーズ

### HIHOはくさいアワード（2014年度）
- 1位：GODZILLA ゴジラ
- 2位：LUCY/ルーシー
- 3位：アナと雪の女王、キック・アス/ジャスティス・フォーエバー
- 5位：キカイダー REBOOT
- 6位：トランセンデンス、渇き。
- 8位：トランスフォーマー/ロストエイジ
- 9位：マチェーテ・キルズ
- 10位：ロボコップ

### HIHOはくさいアワード（2015年度）
- 1位：進撃の巨人 ATTACK ON TITAN
- 2位：ターミネーター:新起動/ジェニシス
- 3位：ギャラクシー街道
- 4位：進撃の巨人 ATTACK ON TITAN エンド オブ ザ ワールド
- 5位：アベンジャーズ/エイジ・オブ・ウルトロン
- 6位：ファンタスティック・フォー
- 7位：チャッピー
- 8位：セッション、トゥモローランド
- 10位：ジュラシック・ワールド

### HIHOはくさいアワード（2016年度）
- 1位：バットマン vs スーパーマン ジャスティスの誕生
- 2位：スーサイド・スクワッド
- 3位：インデペンデンス・デイ: リサージェンス
- 4位：テラフォーマーズ
- 5位：ジェイソン・ボーン、シン・ゴジラ
- 7位：セーラー服と機関銃 −卒業−
- 8位：10 クローバーフィールド・レーン
- 9位：X-MEN:アポカリプス
- 10位：X-ミッション、湯を沸かすほどの熱い愛

### HIHOはくさいアワード（2017年度）
- 1位：ブレードランナー 2049
- 2位：ザ・マミー/呪われた砂漠の王女
- 3位：エイリアン: コヴェナント
- 4位：ゴースト・イン・ザ・シェル
- 5位：ジャスティス・リーグ
- 6位：GODZILLA 怪獣惑星
- 7位：ダンケルク
- 8位：アトミック・ブロンド
- 8位：ラ・ラ・ランド
- 10位：グレートウォール

### HIHOはくさいアワード（2018年度）
- 1位：パシフィック・リム: アップライジング
- 2位：レディ・プレイヤー1
- 3位：キングスマン:ゴールデン・サークル
- 4位：ハン・ソロ/スター・ウォーズ・ストーリー
- 5位：空海-KU-KAI- 美しき王妃の謎
- 6位：シェイプ・オブ・ウォーター
- 7位：マンハント
- 8位：MEG ザ・モンスター
- 9位：50回目のファーストキス
- 10位：クワイエット・プレイス

### HIHOはくさいアワード（2019年度）
- 1位：ゴジラ キング・オブ・モンスターズ
- 2位：ターミネーター:ニュー・フェイト
- 3位：ジョーカー
- 4位：トイ・ストーリー4
- 5位：サスペリア
- 6位：Diner ダイナー
- 7位：アド・アストラ
- 8位：アリータ: バトル・エンジェル
- 9位：ワンス・アポン・ア・タイム・イン・ハリウッド
- 10位：新聞記者

## 関連書籍・出典
- バッド・ムービー・アミーゴスの日本映画最終戦争!〈邦画バブル死闘編〉2007-2008年版 江戸木純、柳下毅一郎、クマちゃん 洋泉社 ISBN 4-86248-380-1
- 日本映画空振り大三振〜くたばれ!ROOKIES 江戸木純、柳下毅一郎、クマちゃん 洋泉社 ISBN 978-4-8624-8575-5